# Lian Gerbino
Leandro Gerbino (13 de agosto de 1983 en Buenos Aires) conocido como Lian Gerbino, es un músico argentino, compositor y productor musical con base en la ciudad de Malmö, Suecia. Más conocido por ser el líder y compositor de la banda de metal Tersivel así también como del proyecto de Drone (música) Teoay.
Es fundador del estudio White Door Mixing, dedicado a mezcla y mastering de audio, ubicado en la ciudad de Malmö.
Lian Gerbino nació en Buenos Aires, Argentina. Comenzó sus estudios musicales a los 16 años de edad en el Conservatorio de Música Juan José Castro. Es el fundador, letrista y compositor principal de Tersivel. También ha formado parte o contribuido con las siguientes bandas, proyectos y sitios: Teoay, Symphonia Ena, Nepal, The Drombeg Stone Circle, Tengwar, Guitarmasterclass.net.

## Con Tersivel
- When She Sang (2006) EP
- Far Away In The Distant Skies (2010) EP
- For One Pagan Broherhood (2011) Álbum
- Argentoratum (2014) Single
- Worship of the Gods (2017) Álbum
- Satyrs Wine Part II (2018) Single
- Embers Beneath The Spirit (2020) Single
- To The Orphic Void (2022) Álbum

## Con Teoay
- Rules For Becoming Invisible (2020) Álbum
- As She Bends Towards the Sun (2021) Single[3]
- On the Field of the Self (2021) Single
- Unwelcomed Reminder (2022) Single
- Symbolic (2023) Álbum

## Con Symphonia Ena
- Symphonia Ena (2016) EP
- Lonely Often (2021) Single[4]
- Ashes in the Room (2021) Single
- Yesteryears (2022) Single
- Migration Pictography (2023) Álbum

## Con GMC
- Where is Santa (2009) Single
- Samhain (2010) Single
- Future is Now (2011) Single

## Con Tengwar
- The Halfling Forth Shall Stand (2011)

## Como invitado
- - Giltine's Gintaras– Only Death (2007) (Piano)
  - Tengwar – Tengwesta Quendion (2009) (Choirs)
  - Akelot Tuk – Exodus of Drama (2009) (Arrangements)
  - Dolmen– Anhelos Ancestrales (2011) (Choirs)
  - Martin Safadi– La Discordia de los Elementos (2011) (Arrangements)

## Producción, Mezcla & Mastering[5]
- - 2011 – Tersivel – For One Pagan Brotherhood (CD) (Engineering, Mixing & Mastering)
  - 2011 – Vorgrum –  The Awakening  (EP) (Engineering, Mixing & Mastering)
  - 2014 – Na Fianna –  Geis  (CD) (Mastering)
  - 2014 – Tersivel –  Argentoratum  (Single) (Engineering, Mixing, Mastering)
  - 2016 – Symphonia Ena –  Symphonia Ena  (EP) (Composition, Mixing, Mastering)
  - 2017 – Tersivel –  Worship of the Gods (CD) (Engineering, Mixing, Mastering)
  - 2017 – Edificio –  Instrucciones Para Ser A Medida  (Single) (Mixing, Mastering)
  - 2018 – Tersivel –  Satyrs Wine Part II  (Single) (Engineering, Mixing, Mastering)
  - 2018 – Einher Skald –  Mud And Blood  (CD) (Mastering)
  - 2018 – Edificio –  Edificio  (CD) (Mixing & Mastering)
  - 2018 – Franco Robert –  Piano Spells I  (CD) (Mixing, Mastering)
  - 2019 - McBrai -  Socierap  - (EP) (Engineering, Mixing, Mastering)
  - 2019 – Blades Draw Blood –  Silver Light  (Single) (Mixing, Mastering)
  - 2019 – Franco Robert –  Piano Spells II  (CD) (Mixing, Mastering)
  - 2019 – The Magic Clicks –  Lluvia De Heroes  (CD) (Mastering)
  - 2019 – Edificio –  Dichoso Bocado  (Single) (Mixing, Mastering)
  - 2020 – The Driftwood Sign –  Broken Times  (CD) (Mixing, Mastering)
  - 2020 – Trahir –  Purple Sun  (Single) (Mixing)
  - 2020 – Tersivel –  Embers Beneath The Spirit  (Single) (Mixing, Mastering)
  - 2020 – Grietas –  Secuelas  (CD) (Mixing, Mastering)
  - 2020 – Teoay –  Rules For Becoming Invisible  (CD) (Mixing, Mastering)
  - 2021 – Symphonia Ena –  Lonely Often  (Single) (Composition, Mixing, Mastering)
  - 2021 – Helvetet Ovan –  The Basis Of Everything  (Single) (Mixing, Mastering)
  - 2021 – Teoay –  As She Bends Towards The Sun  (Single) (Composition, Mixing, Mastering)
  - 2021 – Teoay –  On the Field Of the Self  (Single) (Composition, Mixing, Mastering)
  - 2021 – Symphonia Ena –  Ashes in the Room  (Single) (Composition, Mixing, Mastering)
  - 2022 – Symphonia Ena –  Yesteryears  (Single) (Mixing, Mastering)